# Dastjerd
Dastjerd (farsi دَستجـِرد) è una città dello shahrestān di Qom, circoscrizione di Khalajestan, nella provincia di Qom in Iran. Aveva, nel 2006, una popolazione di 1.121 abitanti.